# Francisco Castro Represas
Francisco Castro Represas (Vigo, 11 de junio de 1905-ib., 23 de abril de 1997) fue un arquitecto gallego.

## Trayectoria

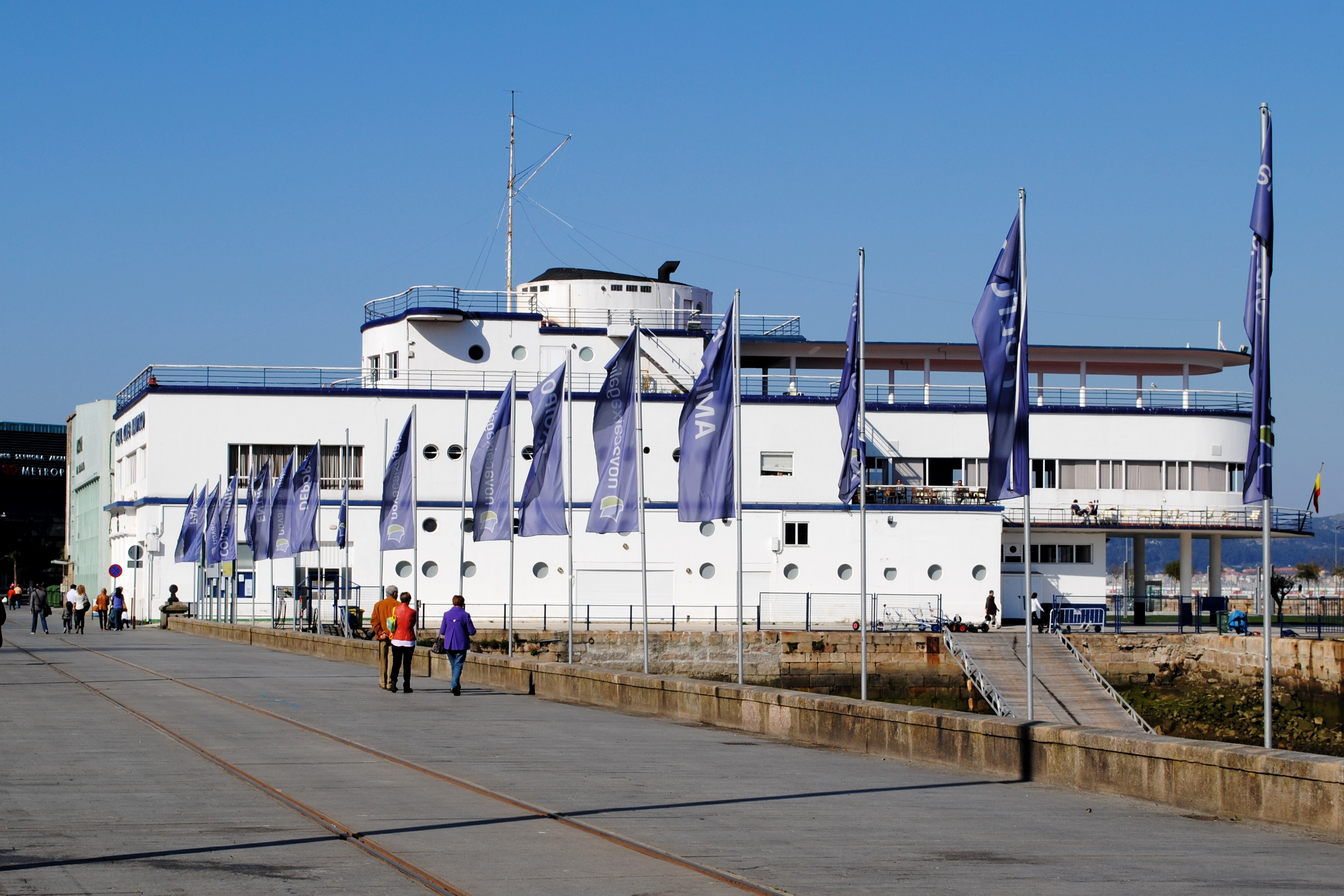
Real Club Náutico de Vigo, 1944.

Se licenció en Madrid en 1932. De vuelta en Vigo, se asoció con Pedro Alonso Pérez en 1940, con quien trabajó hasta 1988. En su obra, que evolucionó del eclecticismo al racionalismo, destaca el empleo del granito, el uso de balconadas y de cornisas corridas.
Fue nombrado vigués distinguido en 1993.

## Obra

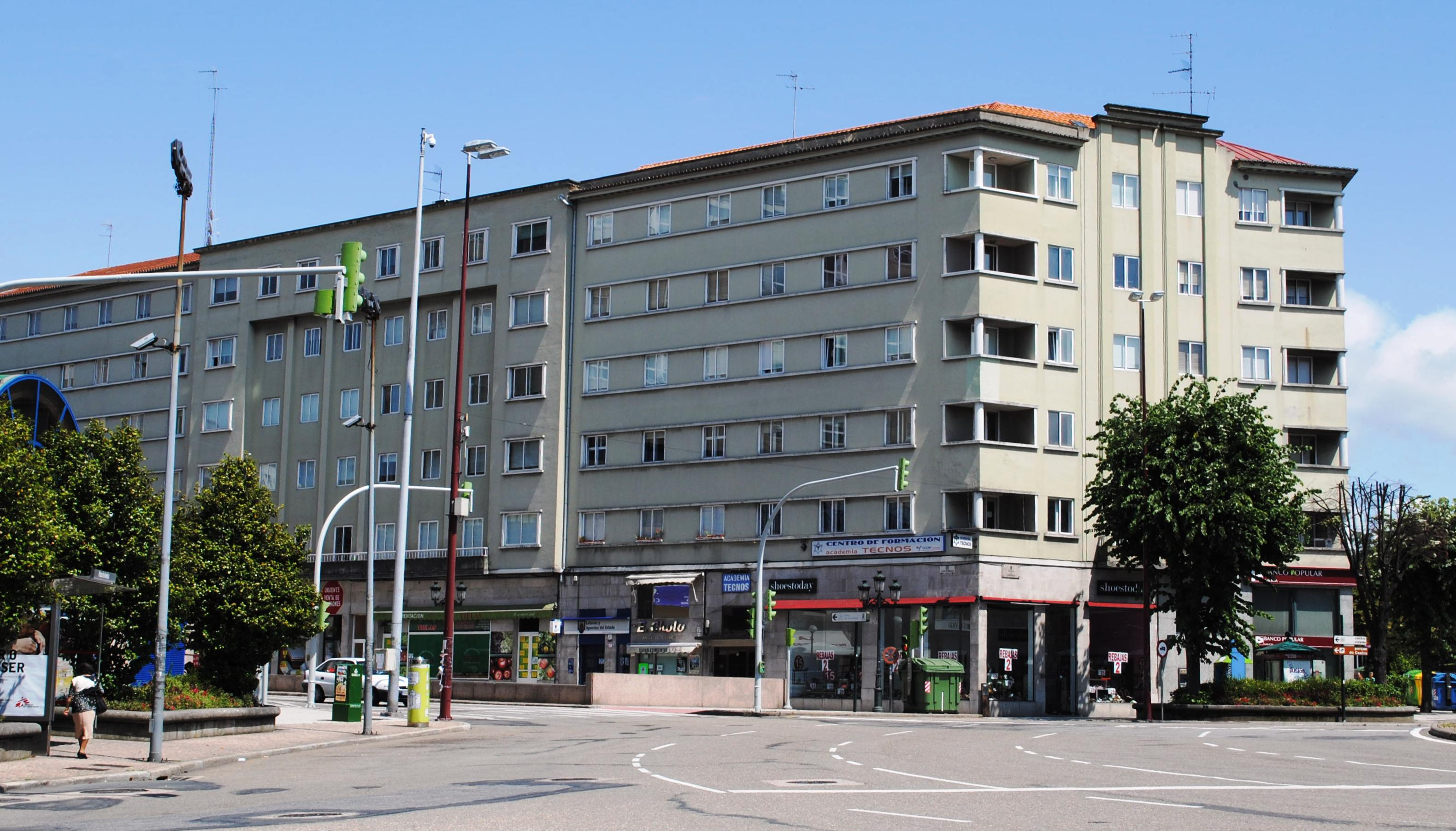
Edificio Pernas (1941) desde la Plaza de América.

Son obras, entre otras, de Castro Represas:
- Edificio Ribas, en la calle Marqués de Valladares 22, esquina con la calle Colón.

- Los números 4 y 6 de la plaza de Compostela.

- El Edificio Sanchón o de Natalio Sanchón (1935) en la calle de Policarpo Sanz.[6]

- Fábrica de conservas de Ribas (1935-38) en la Avenida de Beiramar esquina calle Ánimas.

- Edificio Cesáreo González (1938) en la plaza de Portugal.

- Edificio Jesús Crespo Filgueira (1938) en la calle Cuba esquina Urzaiz.[7]

- Edificio Curbera o Edificio de José Curbera (1939), en la calle García Barbón.

- Edificio Barreras (1940) en la calle Colón.

- Edificio Pernas (1941) que ocupa todo el callejero formado por la Gran Vía con las calles López Mora y Ramón González Sierra.

- Edificio Albo (1942) en la Gran Vía esquina Urzaiz.[8]

- Cinema Radio (1943) en la calle María Berdiales esquina Magallanes. Derribado a comienzos de la década de 1980.[9]

- Real Club Náutico de Vigo (1944-45).

- Edificio Miguel Seijo Tardío (1945).[10]

- Edificio comercial para José González (1949), en la calle Marqués de Valladares.[11]